# Шабанова, Оксана Евгеньевна
Оксана Евгеньевна Шабанова (в девичестве — Хорошавина; род. 9 января 1985) — российская баскетболистка, выступающая на позиции лёгкого форварда в составе «Динамо» Новосибирск.
Юношесткую картеру начала в «УГМК-Юниор», где играла с 2001 по 2003 год. В сезоне 2003/04 выступала за «Машук-Д» и «Пятигорск». С 2004 по 2008 год играла в «Юности» (Пензенская область). Сезон 2008/09 начала в «Динамо-2» (Курск), а затем перешла в новосибирское «Динамо», сначала в команду «Динамо-2», а со следующего сезона — в основной состав.